# FK Auda
El FK Auda es un equipo de fútbol letón que milita actualmente en la Virsliga y debuta también en la Copa de Letonia. Fue fundado en 1969 en el municipio de Ķekava.

## Historia
La historia de Auda comenzó en la década de 1960 cuando el equipo de fútbol de los kolhoz ' 9. maijs apareció en las divisiones inferiores de los campeonatos de Letonia. Este equipo jugó sus partidos en Vecmīlgrāvis en el estadio que ahora lleva el nombre del excapitán de la selección nacional , Alberts Šeibelis . El club jugó en las divisiones inferiores del fútbol letón, sus únicas temporadas en la liga superior fueron en 1986-1987, pero tampoco dieron buenos resultados.
A finales de la década de 1980, el nombre del kolhoz se cambió a Auda y también se cambió el nombre del equipo de fútbol. En 1991, bajo la dirección de Valerijs Leitāns y Juris Docenko , Auda hizo su debut en la máxima división de los campeonatos de Letonia. En una competencia entre 20 equipos, Auda terminó en el puesto 15. La temporada siguiente, el equipo de fútbol de Letonia RFK se reformó sobre la base del equipo Auda. Bajo este nombre, el equipo, incluidos muchos jugadores jóvenes, participó en 1. līga (la segunda división del fútbol letón). Pero los resultados que corresponderían al nombre de RFK no llegaron, por lo que en 1995 el equipo volvió a su antiguo nombre de Auda . En 1996 Auda era un equipo completamente nuevo que jugaba en la 2ª división. En 1997 los jóvenes jugadores de Auda ganaron su zona de segunda división y en la final en dos partidos perdieron ante el segundo equipo del FK Valmiera . La temporada siguiente Auda jugó en 1ª división. Después de varios años en esta liga, Auda terminó primero y fue ascendido a Virslīga. Después de varias temporadas en Virslīga, Auda fue relegado a la 1ª división. El 15 de octubre de 2005, Auda jugó su primer partido en su nuevo estadio en Ķekava . En 2007, FK Auda y FK Alberts se unieron como FK Auda / Alberts . El equipo conjunto principal juega en 1. līga como FK Auda, pero FK Auda / Alberts, el antiguo FK Auda-2 , juega en el 2. līga . Este último club se ha unido al FK Alberts] y utiliza jugadores de segunda plantilla del FK Auda y jugadores del FK Alberts.
En la Copa de Letonia de 2022 logra hacer historia al ganarle al RFS 1-0 en la final logrando su primer título en la historia, con lo que ya tiene asegurado su cupo a la Conference League.

## Palmarés
- Copa de Letonia: 1

2022

## Participación en competiciones de la UEFA
| Temporada | Torneo                 | Ronda             | Club           | Casa       | Visita    | Global      |
| --------- | ---------------------- | ----------------- | -------------- | ---------- | --------- | ----------- |
| 2023–24   | UEFA Conference League | 2° Clasificatoria | Spartak Trnava | 1–1        | 1–4       | 2−5         |
| 2024–25   | UEFA Conference League | 1° Clasificatoria | B36            | 2–0        | 1–0       | 3−0         |
| 2024–25   | UEFA Conference League | 2° Clasificatoria | Cliftonville   | 2–0        | 2–1       | 4−1         |
| 2024–25   | UEFA Conference League | 3° Clasificatoria | Drita          | 1–0        | 1–3 (aet) | 2–3         |
| 2025-26   | UEFA Conference League | 1° Clasificatoria | Larne          | 2–2 (t.e.) | 0–0       | 2−2 (2-4 p) |